# Collegio di Buckingham
Buckingham è stato un collegio elettorale inglese situato nel Buckinghamshire rappresentato alla Camera dei comuni del parlamento del Regno Unito. Eleggeva un membro del parlamento con il sistema maggioritario a turno unico; dal 1997 al 2019 è stato rappresentato da John Bercow, Speaker della Camera dei comuni dal 2009 al 2019. Il collegio è stato abolito in occasione della revisione periodica del 2024.

## Confini
- 1885–1918: il Municipal Borough of Buckingham, le Divisioni di Ashendon, Buckingham, Newport e Stony Stratford e parte della Divisione di Winslow.
- 1918–1950: il Municipal Borough of Buckingham, i Distretti Urbani di Bletchley, Linslade e Newport Pagnell, i Distretti Rurali di Buckingham, Newport Pagnell, Stratford and Wolverton, Wing e Winslow e parte dei Distretti Rurali di Aylesbury e Long Crendon.
- 1950–1974: il Municipal Borough of Buckingham, i Distretti Urbani di Bletchley, Linslade, Newport Pagnell e Wolverton e i Distretti Rurali di Buckingham, Newport Pagnell, Wing e Winslow.
- 1974–1983: il Municipal Borough of Buckingham, i Distretti Urbani di Bletchley, Newport Pagnell e Wolverton e i Distretti Rurali di Buckingham, Newport Pagnell, Wing e Winslow.
- 1983–1992:  i ward del Distretto di Aylesbury Vale di Bierton, Brill, Buckingham North, Buckingham South, Cheddington, Eddlesborough, Great Brickhill, Great Horwood, Grendon Underwood, Haddenham, Hogshaw, Long Crendon, Luffield Abbey, Marsh Gibbon, Newton Longville, Oakley, Pitstone, Quainton, Steeple Claydon, Stewkley, Stone, Tingewick, Waddesdon, Wing, Wingrave e Winslow e i ward del Borough of Milton Keynes di Stony Stratford, Wolverton e Wolverton Stacey Bushes.
- 1992–1997:  i ward del Distretto di Aylesbury Vale di Bierton, Brill, Buckingham North, Buckingham South, Cheddington, Eddlesborough, Great Brickhill, Great Horwood, Grendon Underwood, Haddenham, Hogshaw, Long Crendon, Luffield Abbey, Marsh Gibbon, Newton Longville, Oakley, Pitstone, Quainton, Steeple Claydon, Stewkley, Stone, Tingewick, Waddesdon, Wing, Wingrave e Winslow.
- 1997–2010: i ward del Distretto di Aylesbury Vale di Aston Clinton, Bierton, Brill, Buckingham North, Buckingham South, Cheddington, Eddlesborough, Great Brickhill, Great Horwood, Grendon Underwood, Haddenham, Hogshaw, Long Crendon, Luffield Abbey, Marsh Gibbon, Newton Longville, Oakley, Pitstone, Quainton, Steeple Claydon, Stewkley, Stone, Tingewick, Waddesdon, Wing, Wingrave e Winslow.
- 2010-2024: i ward del Distretto di Aylesbury Vale di Bierton, Brill, Buckingham North, Buckingham South, Cheddington, Edlesborough, Great Brickhill, Great Horwood, Grendon Underwood, Haddenham, Long Crendon, Luffield Abbey, Marsh Gibbon, Newton Longville, Pitstone, Quainton, Steeple Claydon, Stewkley, Tingewick, Waddesdon, Weedon, Wing, Wingrave e Winslow e i ward del Distretto di Wycombe di Icknield e The Risboroughs.

Il collegio comprendeva una grande parte del Buckinghamshire centrale, e copriva quasi tutto il distretto di Aylesbury Vale inclusa la città di Buckingham. A nord, la restante parte della contea cerimoniale di Buckingham costituiva due collegi: Milton Keynes South e Milton Keynes North.

## Storia
Il collegio esisteva dal 1542, inizialmente eleggeva due deputati, mentre dal 1868 divenne uninominale. Nel XX secolo il collegio fu ottenuto dal Partito Conservatore per la maggior parte del tempo; il Partito Laburista conquistò Buckingham dal 1945 al 1951, e dal 1964 al 1970 il deputato fu il controverso editore laburista Robert Maxwell.
Prima degli effetti della revisione periodica del 1983, la nuova città di Milton Keynes faceva parte del collegio, comprese le parti più antiche di Bletchley e Fenny Stratford. La revisione seguì la precedente del 1974 e riconobbe il grande incremento dell'elettorato del collegio; l'allora deputato di Buckingham William Benyon si candidò per il nuovo collegio di Milton Keynes, dove fu eletto. La parte restante dell'area del collegio fu conquistata nel 1983 dal conservatore George Walden, che si ritirò nel 1997 e John Bercow vinse le successive elezioni del 2001, 2005, 2010, 2015 e 2017. Nel 2009 Bercow venne eletto Speaker della Camera dei comuni a seguito delle dimissioni di Michael Martin. Dato che esiste la convenzione di non proporre candidati contro un candidato Speaker alle elezioni, questa tradizione viene seguita dai principali partiti, ad eccezione del Partito per l'Indipendenza del Regno Unito che si candidò contro Bercow nel 2010 ma finì terzo, dietro al fondatore della Buckinghamshire Campaign for Democracy.
Alle elezioni generali nel Regno Unito del 2005 il collegio di Buckingham ebbe il più alto vantaggio numerico dei conservatori, anche se a Kensington and Chelsea a Londra e a Richmond in North Yorkshire (il collegio di William Hague) furono raggiunte percentuali maggiori.

## Membri del parlamento dal 1868
| Elezione | Elezione               | Deputato                 | Partito          |
| -------- | ---------------------- | ------------------------ | ---------------- |
|          | 1868                   | Sir Harry Verney         | Liberale         |
|          | 1874                   | Egerton Hubbard          | Conservatore     |
|          | 1880                   | Sir Harry Verney         | Liberale         |
| 1885     | Edmund Hope Verney     |                          | Liberale         |
|          | 1886                   | Egerton Hubbard          | Conservatore     |
|          | 1889 (S)               | Edmund Hope Verney       | Liberale         |
| 1891 (S) | Herbert Samuel Leon    |                          | Liberale         |
|          | 1895                   | William Walter Carlile   | Conservatore     |
|          | 1906                   | Frederick William Verney | Liberale         |
| 1910     | Sir Harry Verney       |                          | Liberale         |
|          | 1918                   | George Wentworth Bowyer  | Conservatore     |
| 1937 (S) | John Percival Whiteley |                          | Conservatore     |
| 1943 (S) | Lionel Berry           |                          | Conservatore     |
|          | 1945                   | Aidan Crawley            | Laburista        |
|          | 1951                   | Frank Markham            | Conservatore     |
|          | 1964                   | Robert Maxwell           | Laburista        |
|          | 1970                   | William Benyon           | Conservatore     |
| 1983     | George Walden          |                          | Conservatore     |
| 1997     | John Bercow            |                          | Conservatore     |
|          | John Bercow            | 2009                     | Speaker          |
|          | 2019                   | Greg Smith               | Conservatore     |
|          | 2024                   | Collegio abolito         | Collegio abolito |

## Elezioni

### Elezioni negli anni 2010
| Partito                    | Partito                                         | Candidato                  | Risultati 12 dicembre 2019 | Risultati 12 dicembre 2019 |
| Partito                    | Partito                                         | Candidato                  | Voti                       | %                          |
| -------------------------- | ----------------------------------------------- | -------------------------- | -------------------------- | -------------------------- |
|                            | Conservatore                                    | Greg Smith                 | 37 035                     | 58,36                      |
|                            | Lib Dem                                         | Stephen Dorrell            | 16 624                     | 26,20                      |
|                            | Laburista                                       | David Morgan               | 7 638                      | 12,04                      |
|                            | Brexit                                          | Andrew Bell                | 1 286                      | 2,03                       |
|                            | Indipendente                                    | Ned Thompson               | 681                        | 1,07                       |
|                            | Democratici                                     | Antonio Vitiello           | 194                        | 0,31                       |
|                            |                                                 |                            |                            |                            |
| Iscritti                   | Iscritti                                        | Iscritti                   | 83 146                     | 100,00                     |
| ↳ Votanti (% su iscritti)  | ↳ Votanti (% su iscritti)                       | ↳ Votanti (% su iscritti)  | 63 458                     | 76,32                      |
| ↳ Astenuti (% su iscritti) | ↳ Astenuti (% su iscritti)                      | ↳ Astenuti (% su iscritti) | 19 688                     | 23,68                      |
|                            |                                                 |                            |                            |                            |
|                            | Esito: collegio passa da Speaker a Conservatore |                            |                            |                            |

| Partito                    | Partito                              | Candidato                  | Risultati 8 giugno 2017 | Risultati 8 giugno 2017 |
| Partito                    | Partito                              | Candidato                  | Voti                    | %                       |
| -------------------------- | ------------------------------------ | -------------------------- | ----------------------- | ----------------------- |
|                            | Speaker                              | John Bercow                | 34 299                  | 65,11                   |
|                            | Verdi                                | Michael Sheppard           | 8 574                   | 16,28                   |
|                            | Indipendente                         | Scott Raven                | 5 638                   | 10,70                   |
|                            | UKIP                                 | Brian Mapletoft            | 4 168                   | 7,91                    |
|                            |                                      |                            |                         |                         |
| Iscritti                   | Iscritti                             | Iscritti                   | 79 575                  | 100,00                  |
| ↳ Votanti (% su iscritti)  | ↳ Votanti (% su iscritti)            | ↳ Votanti (% su iscritti)  | 52 679                  | 66,20                   |
| ↳ Astenuti (% su iscritti) | ↳ Astenuti (% su iscritti)           | ↳ Astenuti (% su iscritti) | 26 896                  | 33,80                   |
|                            |                                      |                            |                         |                         |
|                            | Esito: collegio confermato a Speaker |                            |                         |                         |

| Partito                    | Partito                              | Candidato                  | Risultati 7 maggio 2015 | Risultati 7 maggio 2015 |
| Partito                    | Partito                              | Candidato                  | Voti                    | %                       |
| -------------------------- | ------------------------------------ | -------------------------- | ----------------------- | ----------------------- |
|                            | Speaker                              | John Bercow                | 34 617                  | 64,47                   |
|                            | UKIP                                 | Dave Fowler                | 11 675                  | 21,74                   |
|                            | Verdi                                | Alan Francis               | 7 400                   | 13,78                   |
|                            |                                      |                            |                         |                         |
| Iscritti                   | Iscritti                             | Iscritti                   | 77 477                  | 100,00                  |
| ↳ Votanti (% su iscritti)  | ↳ Votanti (% su iscritti)            | ↳ Votanti (% su iscritti)  | 53 692                  | 69,30                   |
| ↳ Astenuti (% su iscritti) | ↳ Astenuti (% su iscritti)           | ↳ Astenuti (% su iscritti) | 23 785                  | 30,70                   |
|                            |                                      |                            |                         |                         |
|                            | Esito: collegio confermato a Speaker |                            |                         |                         |

| Partito                    | Partito                                         | Candidato                  | Risultati 6 maggio 2010 | Risultati 6 maggio 2010 |
| Partito                    | Partito                                         | Candidato                  | Voti                    | %                       |
| -------------------------- | ----------------------------------------------- | -------------------------- | ----------------------- | ----------------------- |
|                            | Speaker                                         | John Bercow                | 22 860                  | 47,29                   |
|                            | Buckinghamshire Campaign for Democracy          | John Stevens               | 10 331                  | 21,37                   |
|                            | UKIP                                            | Nigel Farage               | 8 410                   | 17,40                   |
|                            | Indipendente                                    | Patrick Phillips           | 2 394                   | 4,95                    |
|                            | Indipendente                                    | Debbie Martin              | 1 270                   | 2,63                    |
|                            | BNP                                             | Lynne Mozar                | 980                     | 2,03                    |
|                            | Monster Raving Loony                            | Colin Dale                 | 856                     | 1,77                    |
|                            | Indipendente                                    | Geoff Howard               | 435                     | 0,90                    |
|                            | Cristiano                                       | David Hews                 | 369                     | 0,76                    |
|                            | Indipendente                                    | Anthony Watts              | 332                     | 0,69                    |
|                            | Cut the Deficit                                 | Simon Strutt               | 107                     | 0,22                    |
|                            |                                                 |                            |                         |                         |
| Iscritti                   | Iscritti                                        | Iscritti                   | 74 951                  | 100,00                  |
| ↳ Votanti (% su iscritti)  | ↳ Votanti (% su iscritti)                       | ↳ Votanti (% su iscritti)  | 48 344                  | 64,50                   |
| ↳ Astenuti (% su iscritti) | ↳ Astenuti (% su iscritti)                      | ↳ Astenuti (% su iscritti) | 26 607                  | 35,50                   |
|                            |                                                 |                            |                         |                         |
|                            | Esito: collegio passa da Conservatore a Speaker |                            |                         |                         |

### Elezioni negli anni 2000
| Partito                    | Partito                                   | Candidato                  | Risultati 5 maggio 2005 | Risultati 5 maggio 2005 |
| Partito                    | Partito                                   | Candidato                  | Voti                    | %                       |
| -------------------------- | ----------------------------------------- | -------------------------- | ----------------------- | ----------------------- |
|                            | Conservatore                              | John Bercow                | 27 748                  | 57,44                   |
|                            | Laburista                                 | David Greene               | 9 619                   | 19,91                   |
|                            | Lib Dem                                   | Luke Croydon               | 9 508                   | 19,68                   |
|                            | UKIP                                      | David Williams             | 1 432                   | 2,96                    |
|                            |                                           |                            |                         |                         |
| Iscritti                   | Iscritti                                  | Iscritti                   | 70 315                  | 100,00                  |
| ↳ Votanti (% su iscritti)  | ↳ Votanti (% su iscritti)                 | ↳ Votanti (% su iscritti)  | 48 307                  | 68,70                   |
| ↳ Astenuti (% su iscritti) | ↳ Astenuti (% su iscritti)                | ↳ Astenuti (% su iscritti) | 22 008                  | 31,30                   |
|                            |                                           |                            |                         |                         |
|                            | Esito: collegio confermato a Conservatore |                            |                         |                         |

| Partito                    | Partito                                   | Candidato                  | Risultati 7 giugno 2001 | Risultati 7 giugno 2001 |
| Partito                    | Partito                                   | Candidato                  | Voti                    | %                       |
| -------------------------- | ----------------------------------------- | -------------------------- | ----------------------- | ----------------------- |
|                            | Conservatore                              | John Bercow                | 24 296                  | 53,67                   |
|                            | Laburista                                 | Mark Seddon                | 10 971                  | 24,23                   |
|                            | Lib Dem                                   | Isobel Wilson              | 9 037                   | 19,96                   |
|                            | UKIP                                      | Christopher Silcock        | 968                     | 2,14                    |
|                            |                                           |                            |                         |                         |
| Iscritti                   | Iscritti                                  | Iscritti                   | 65 233                  | 100,00                  |
| ↳ Votanti (% su iscritti)  | ↳ Votanti (% su iscritti)                 | ↳ Votanti (% su iscritti)  | 45 272                  | 69,40                   |
| ↳ Astenuti (% su iscritti) | ↳ Astenuti (% su iscritti)                | ↳ Astenuti (% su iscritti) | 19 961                  | 30,60                   |
|                            |                                           |                            |                         |                         |
|                            | Esito: collegio confermato a Conservatore |                            |                         |                         |

## Risultati dei referendum

### Referendum sulla permanenza del Regno Unito nell'Unione europea del 2016
|             | Collegio    | Lasciare UE % | Rimanere in UE % |
| ----------- | ----------- | ------------- | ---------------- |
|             | Buckingham  | 48,6%         | 51,4%            |
|             | Inghilterra | 53,3%         | 46,7%            |
| Regno Unito | 51,9%       | 48,1%         |                  |